# Женская сборная Италии по баскетболу
Женская сборная Италии по баскетболу — женская сборная команда Италии, представлявшая эту страну на международных баскетбольных соревнованиях вплоть. Управляющим органом сборной выступает Федерация баскетбола Италии.

## История
Женская сборная Италии по баскетболу дебютировала на международной арене на первом чемпионате Европы по баскетболу в 1938 году, где в Риме завоёвала «золотые» медали. Следующий успех сборной состоялся в 1974 году, на «домашнем» первенстве Европы команда выиграла «бронзовые» медали. В 1995 году, проиграв в финале европейского чемпионата сборной Украине 66:77, итальянские баскетболистки заняли 2-е место.
В 2019 году вновь отобрались на Европейский чемпионат. На турнире сыграли четыре матча, в том числе один в плей-офф, две победы были одержаны и два поражения. В итоге заняли 9-е место.
На чемпионате Европы в 2025 году стали бронзовыми призёрами, в матче за третье место обыграли сборную Франции.

## Результаты

### Олимпийские игры
- 1980 6°
- 1992 8°
- 2000 8°

### Чемпионат мира по баскетболу среди женщин
- 1964 : 9°
- 1975 : 4°
- 1979 : 5°
- 1990 : 13°
- 1994 : 11°

### Чемпионат Европы по баскетболу среди женщин
- 1938 :  1°
- 1950 : 5°
- 1952 : 6°
- 1954 : 7°
- 1956 : 6°
- 1958 : 7°
- 1962 : 9°
- 1964 : 9°
- 1966 : 10°
- 1968 : 6°
- 1970 : 9
- 1972 : 10°
- 1974 :  3°
- 1976 : 7°
- 1978 : 9°
- 1980 : 9°
- 1981 : 7°
- 1983 : 5°
- 1985 : 7°
- 1987 : 5°
- 1989 : 5°
- 1991 : 7°
- 1993 : 4
- 1995 :  2°
- 1997 : 11
- 1999 : 11
- 2007 : 9°
- 2009 : 6
- 2013 : 8
- 2015 : 15
- 2017 : 7
- 2019 : 9
- 2021 : 9
- 2023 : 9
- 2025 :  3°